# Wiener-Chaos-Zerlegung
Die Wiener-Chaos-Zerlegung bezeichnet in der Stochastik die orthogonale Zerlegung des L2-Raumes eines gaußschen Wahrscheinlichkeitsraum. Sie spielt eine wichtige Rolle im Malliavin-Kalkül. Die orthogonalen Räume der Hilbert-Summe sind Eigenräume eines Differentialoperators und werden Wiener-Chaos genannt.
Die Wiener-Chaos-Zerlegung trägt den Namen Norbert Wieners, welcher 1938 eine solche Zerlegung für den L2-Raum
{\displaystyle L^{2}(C_{0}(0,1),{\mathcal {B}}(C_{0}),\mu )=\bigoplus _{n=0}^{\infty }{\mathcal {H}}_{n}}
fand, wobei {\displaystyle (C_{0}(0,1),{\mathcal {B}}(C_{0}),\mu )} der klassische Wiener-Raum ist.
Im Falle eines gaußschen Raumes spielen verallgemeinerte hermitesche Polynome eine zentrale Rolle, welche eine Orthogonalbasis bilden. Solche Zerlegungen lassen sich aber auch für allgemeinere Räume und Maße konstruieren und man spricht dann von polynomialen Chaos. Wiener selbst nannte seine Zerlegung homogenes Chaos.
Itō Kiyoshi zeigte 1951, dass die Elemente des Wiener-Chaos als multiple stochastische Integrale interpretiert werden können, man spricht in diesem Fall von der Wiener-Itō-Chaos-Zerlegung.

## Wiener-Chaos
Sei {\displaystyle (H,\langle ,\rangle )} ein separabler Hilbert-Raum und {\displaystyle T} ein kompakter, selbstadjungierter Operator darauf. Nach dem Spektralsatz für kompakte Operatoren existiert nun eine Hilbert-Basis in Form von Eigenvektoren von {\displaystyle T}. Für {\displaystyle H=L^{2}(\mathbb {R} /\mathbb {Z} ,{\mathcal {B}}(\mathbb {R} /\mathbb {Z} ),dx)} mit Lebesgue-Maß {\displaystyle dx} und den Laplace-Operator {\displaystyle \Delta \colon C_{c}^{\infty }(\mathbb {R} /\mathbb {Z} )\to L^{2}(\mathbb {R} /\mathbb {Z} ,dx)} ist eine solch Orthonormalbasis durch {\displaystyle \{e^{2\pi \mathrm {i} nx}\}_{n\in \mathbb {Z} }} mit Eigenwerten {\displaystyle -(2\pi n)^{2}} gegeben.
Die Kompaktheit von {\displaystyle \mathbb {R} /\mathbb {Z} } ist entscheidend; betrachten wir stattdessen {\displaystyle L^{2}(\mathbb {R} ,{\mathcal {B}}(\mathbb {R} ),dx)}, so sind die Eigenfunktionen des Laplace-Operators nicht mehr integrierbar. Eine Lösung finden wir, wenn wir vom Lebesgue-Maß zum kanonischen Gauß-Maß
{\displaystyle \gamma ^{1}(dx)={\frac {1}{\sqrt {2\pi }}}\exp \left(-{\frac {x^{2}}{2}}\right)dx}
wechseln, dann existiert eine solche Spektralzerlegung in die Eigenräume des infinitesimalen Generators des Ornstein-Uhlenbeck-Prozesses.

### Der eindimensionale Fall
Sei {\displaystyle \partial } der Ableitungsoperator (auch Vernichtungsoperator) und {\displaystyle \partial ^{*}} der Erzeugungsoperator
{\displaystyle \partial ={\frac {d}{dx}},\quad \partial ^{*}=-{\frac {d}{dx}}+x.}
Der Erzeugungsoperator ist der adjungierte Operator des Ableitungsoperators bezüglich des {\displaystyle L^{2}(\gamma ^{1})}-Skalarproduktes
{\displaystyle \langle \partial f,g\rangle _{L^{2}(\gamma ^{1})}=\langle f,\partial ^{*}g\rangle _{L^{2}(\gamma ^{1})}}
und es gilt die heisenbergsche Relation
{\displaystyle \partial \partial ^{*}-\partial ^{*}\partial =1.}
Sei {\displaystyle {\mathcal {N}}=\partial ^{*}\partial } der Besetzungszahloperator, dies ist der Differentialoperator
{\displaystyle {\mathcal {N}}=-{\frac {d^{2}}{dx^{2}}}+x{\frac {d}{dx}}.}
Nun definieren wir die hermitschen Polynome {\displaystyle \{H_{n}\}_{n=0}^{\infty }} mit Hilfe dieser Operatoren und den Beziehungen
{\displaystyle {\begin{aligned}H_{n}&=\partial ^{*}H_{n-1}=(\partial ^{*})^{n}1,\\\partial H_{n}&=nH_{n-1},\end{aligned}}}
das heißt {\displaystyle H_{0}(x)=1}, {\displaystyle H_{2}(x)=x}, {\displaystyle H_{3}(x)=x^{2}-1}, {\displaystyle H_{4}(x)=x^{3}-3x} usw.
Die hermiteschen Polynome sind die Eigenfunktionen des Operators {\displaystyle {\mathcal {N}}}. Weiter gilt aus den oberen Beziehungen
{\displaystyle \langle H_{s},(\partial ^{*})^{m}1\rangle _{L^{2}(\gamma ^{1})}=\langle (\partial ^{*})^{m}H_{s},1\rangle _{L^{2}(\gamma ^{1})}}
und daraus folgt, dass die normalisierten hermitschen Polynome {\displaystyle \left\{(n!)^{-1/2}H_{n}\right\}_{n=0}^{\infty }} eine Orthonormalbasis von {\displaystyle L^{2}(\mathbb {R} ,{\mathcal {B}}(\mathbb {R} ),\gamma ^{1}(dx))} bilden.
Sei nun {\displaystyle F\in L^{2}(\mathbb {R} ,{\mathcal {B}}(\mathbb {R} ),\gamma ^{1})} mit {\displaystyle \partial ^{n}F\in L^{2}(\mathbb {R} ,{\mathcal {B}}(\mathbb {R} ),\gamma ^{1})} für alle {\displaystyle n\geq 1}, dann gilt die Darstellung
{\displaystyle F=\sum \limits _{i=0}^{\infty }{\frac {1}{n!}}\langle F,H_{n}\rangle _{L^{2}(\gamma _{1})}=\sum \limits _{i=0}^{\infty }{\frac {1}{n!}}\mathbb {E} _{\gamma ^{1}}[\partial ^{n}F]H_{n}.}
Weiter ist die erzeugende Funktion gegeben durch
{\displaystyle g(x,t)=\exp \left(tx-{\frac {t^{2}}{2}}\right)=\sum \limits _{i=0}^{\infty }{\frac {t^{n}}{n!}}H_{n}(x).}

### Der unendlichdimensionale Fall
Betrachte nun {\displaystyle L^{2}(\mathbb {R} ^{\mathbb {N} },{\mathcal {B}}(\mathbb {R} ^{\mathbb {N} }),\gamma ^{\infty })}, wobei {\displaystyle \gamma ^{\infty }=\bigotimes _{i=1}^{\infty }\gamma ^{1}}. Beachte, dass {\displaystyle \mathbb {R} ^{\mathbb {N} }} zwar kein Banach-Raum, aber ein separabler Fréchet-Raum ist.
Sei {\displaystyle (e_{k})_{k=1}^{\infty }} eine Standardbasis von {\displaystyle \mathbb {R} ^{\mathbb {N} }} und für ein {\displaystyle x\in \mathbb {R} ^{\mathbb {N} }} sei {\displaystyle e_{k}^{*}(x)=x_{k}} die Projektion auf die {\displaystyle k}-te Komponente. Definiere die Erzeugungs- und Vernichtungsoperatoren in die entsprechende Richtung
{\displaystyle (\partial _{k}f)(x)=\lim \limits _{\varepsilon \to 0}\varepsilon ^{-1}\left(f(x+\varepsilon e_{k}\right)-f(x)),\quad \quad (\partial _{k}^{*}f)(x)=-(\partial _{k}f)(x)+e_{k}^{*}f(x)}
sowie den Ornstein-Uhlenbeck-Generator
{\displaystyle \operatorname {L} =\sum \limits _{k\in \mathbb {N} }{\mathcal {N}}_{k}=\sum \limits _{k\in \mathbb {N} }\partial _{k}^{*}\partial _{k}}.
Für eine Abbildung {\displaystyle p\colon \mathbb {N} \to \mathbb {N} \cup \{0\}} definiere {\displaystyle |\mathbf {p} |:=\sum \limits _{n\in \mathbb {N} }p(n)} und {\displaystyle \mathbf {p} !:=\prod \limits _{n\in \mathbb {N} }p(n)!} sowie den Raum {\displaystyle {\mathcal {E}}=\{p\;:\;|\mathbf {p} |<\infty \}}. Wir interpretieren {\displaystyle p} als Multiindex, dann ist {\displaystyle {\mathcal {E}}} der Raum der Multiindizes mit einer endlichen Anzahl von Null verschiedener Werte.
Für ein {\displaystyle p\in {\mathcal {E}}} definiere die verallgemeinerten hermitschen Polynome
{\displaystyle \mathbf {H} _{p}(x)=\prod \limits _{n\in \mathbb {N} }H_{p(n)}(e_{n}^{*}(x)),\quad x\in \mathbb {R} ^{\mathbb {N} }};
es gilt wieder die Beziehung
{\displaystyle \mathbf {H} _{p}(x)=\prod _{n\in \mathbb {N} }(\partial _{n}^{*})^{p(n)}1.}
Die {\displaystyle \left\{\mathbf {H} _{p}\right\}_{p\in {\mathcal {E}}}} sind Eigenfunktionen des Ornstein-Uhlenbeck-Generators {\displaystyle \operatorname {L} }, es gilt
{\displaystyle \operatorname {L} \mathbf {H} _{p}=|\mathbf {p} |\mathbf {H} _{p},\quad p\in {\mathcal {E}}.}
Die {\displaystyle \left\{(\mathbf {p} !)^{-1/2}\mathbf {H} _{p}\right\}_{p\in {\mathcal {E}}}} bilden eine Orthonormalbasis von {\displaystyle L^{2}(\mathbb {R} ^{\mathbb {N} },{\mathcal {B}}(\mathbb {R} ^{\mathbb {N} }),\gamma ^{\infty })} und die lineare Hülle von {\displaystyle \left\{(\mathbf {p} !)^{-1/2}\mathbf {H} _{p}\right\}_{p\in {\mathcal {E}}}} ist eine dichte Menge in {\displaystyle L^{r}(\mathbb {R} ^{\mathbb {N} },{\mathcal {B}}(\mathbb {R} ^{\mathbb {N} }),\gamma ^{\infty })} für {\displaystyle r\in [1,\infty )}. Wir haben somit eine orthogonale Zerlegung
{\displaystyle L^{2}(\mathbb {R} ^{\mathbb {N} },{\mathcal {B}}(\mathbb {R} ^{\mathbb {N} }),\gamma ^{\infty })=\bigoplus _{n=0}^{\infty }{\mathcal {H}}_{n}},
wobei {\displaystyle {\mathcal {H}}_{n}={\overline {\operatorname {span} \{H_{p}\;:\;p\in {\mathcal {E}},|\mathbf {p} |=n\}}}} und {\displaystyle {\mathcal {H}}_{n}\perp {\mathcal {H}}_{m}} für alle {\displaystyle n\neq m}.
Sei nun {\displaystyle F\in L^{2}(\mathbb {R} ^{\mathbb {N} },{\mathcal {B}}(\mathbb {R} ^{\mathbb {N} }),\gamma ^{\infty })}, dann existiert eine Darstellung der Form
{\displaystyle F=\sum \limits _{p\in {\mathcal {E}}}{\frac {1}{\mathbf {p} !}}\mathbb {E} \left[\prod _{n\in \mathbb {N} }(\partial _{n})^{p(n)}F\right]\mathbf {H} _{p},}
sofern die {\displaystyle \mathbb {E} \left[\prod _{n\in \mathbb {N} }(\partial _{n})^{p(n)}F\right]} alle existieren.

### Wiener-Chaos-Zerlegung
Als letzten Schritt kann man nun eine solche Zerlegung für allgemeine gaußsche Wahrscheinlichkeitsräume herleiten. Seien {\displaystyle H} ein separabler Hilbertraum, {\displaystyle \{W(h),h\in H\}} ein isonormaler Gauß-Prozess und {\displaystyle (\Omega ,{\mathcal {A}},P,W(H))} ein irreduzibler gaußscher Wahrscheinlichkeitsraum. Weiter sei {\displaystyle \{h_{n}\}_{n=1}^{\infty }} eine Basis von {\displaystyle H}; definiere für {\displaystyle p\in {\mathcal {E}}} die verallgemeinerten hermitschen Funktionen
{\displaystyle \Phi _{p}=(\mathbf {p} !)^{-1/2}\prod \limits _{n\in \mathbb {N} }H_{p(n)}(W(h_{n})).}
Die Menge {\displaystyle \left\{\Phi _{p}\;:\;p\in {\mathcal {E}},|\mathbf {p} |=n\right\}} bildet eine Orthonormalbasis des {\displaystyle n}-ten Wiener-Chaos {\displaystyle C_{n}} definiert durch
{\displaystyle C_{n}={\overline {\operatorname {span} \{H_{n}(W(h))\;:\;h\in H,\|h\|_{H}=1\}}}\quad } für {\displaystyle \quad n\in \mathbb {N} }
und {\displaystyle C_{0}=\mathbb {R} }. Es gilt {\displaystyle C_{n}\perp C_{m}} für {\displaystyle n\neq m}.
Es existiert nun die Wiener-Chaos-Zerlegung
{\displaystyle L^{2}(\Omega ,{\mathcal {A}},P)=\bigoplus _{n=0}^{\infty }C_{n},}
welche unabhängig von der Wahl der Basis {\displaystyle \{h_{n}\}_{n=1}^{\infty }} ist. Die {\displaystyle \left\{\Phi _{p}\;:\;p\in {\mathcal {E}}\right\}} bilden eine Orthonormalbasis von {\displaystyle L^{2}(\Omega ,{\mathcal {A}},P)}.
Es lässt sich zeigen, dass die verallgemeinerten hermiteschen Funktionen Eigenfunktionen des Generators einer stark stetige Halbgruppe von Kontraktionen genannt Ornstein-Uhlenbeck-Halbgruppe ist.